# Sauropus elachophyllus
Sauropus elachophyllus är en emblikaväxtart som först beskrevs av Ferdinand von Mueller och George Bentham, och fick sitt nu gällande namn av Airy Shaw. Sauropus elachophyllus ingår i släktet Sauropus och familjen emblikaväxter. Inga underarter finns listade i Catalogue of Life.